# 旧渋沢家飛鳥山邸

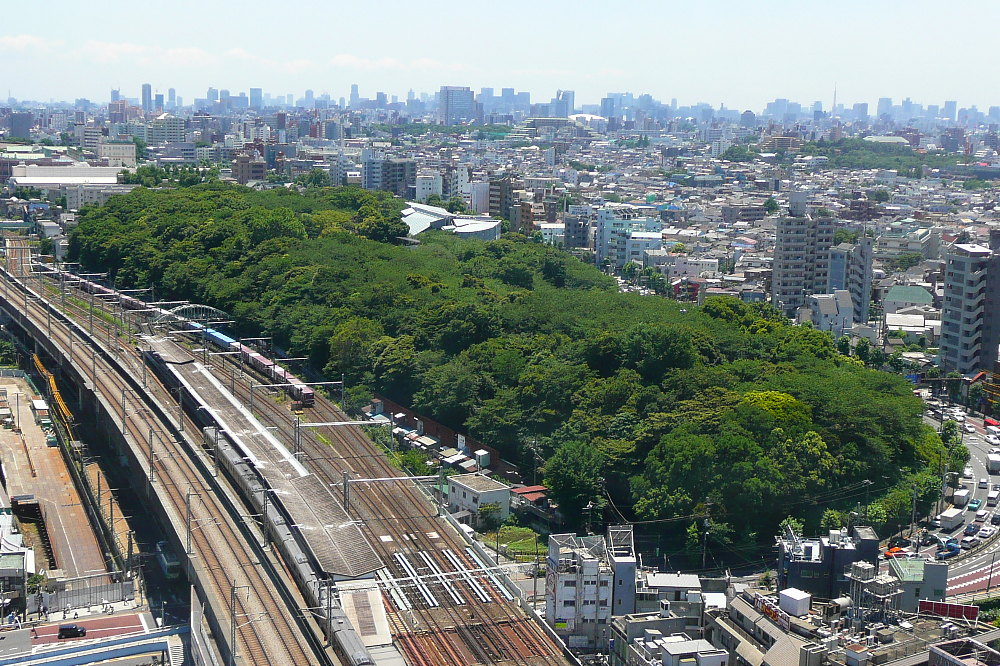
飛鳥山公園

旧渋沢家飛鳥山邸（きゅうしぶさわけあすかやまてい）は東京都北区西ヶ原の飛鳥山公園内にある渋沢栄一の邸宅（別荘のちに本邸）。
曖依村荘（あいいそんそう）と名付けられ、その庭園（曖依村荘庭園）は「旧渋沢庭園」として整備されている。敷地内にある大正期に建築された晩香廬（ばんこうろ）と青淵文庫（せいえんぶんこ）の建物は国の重要文化財に指定されている。

## 概要

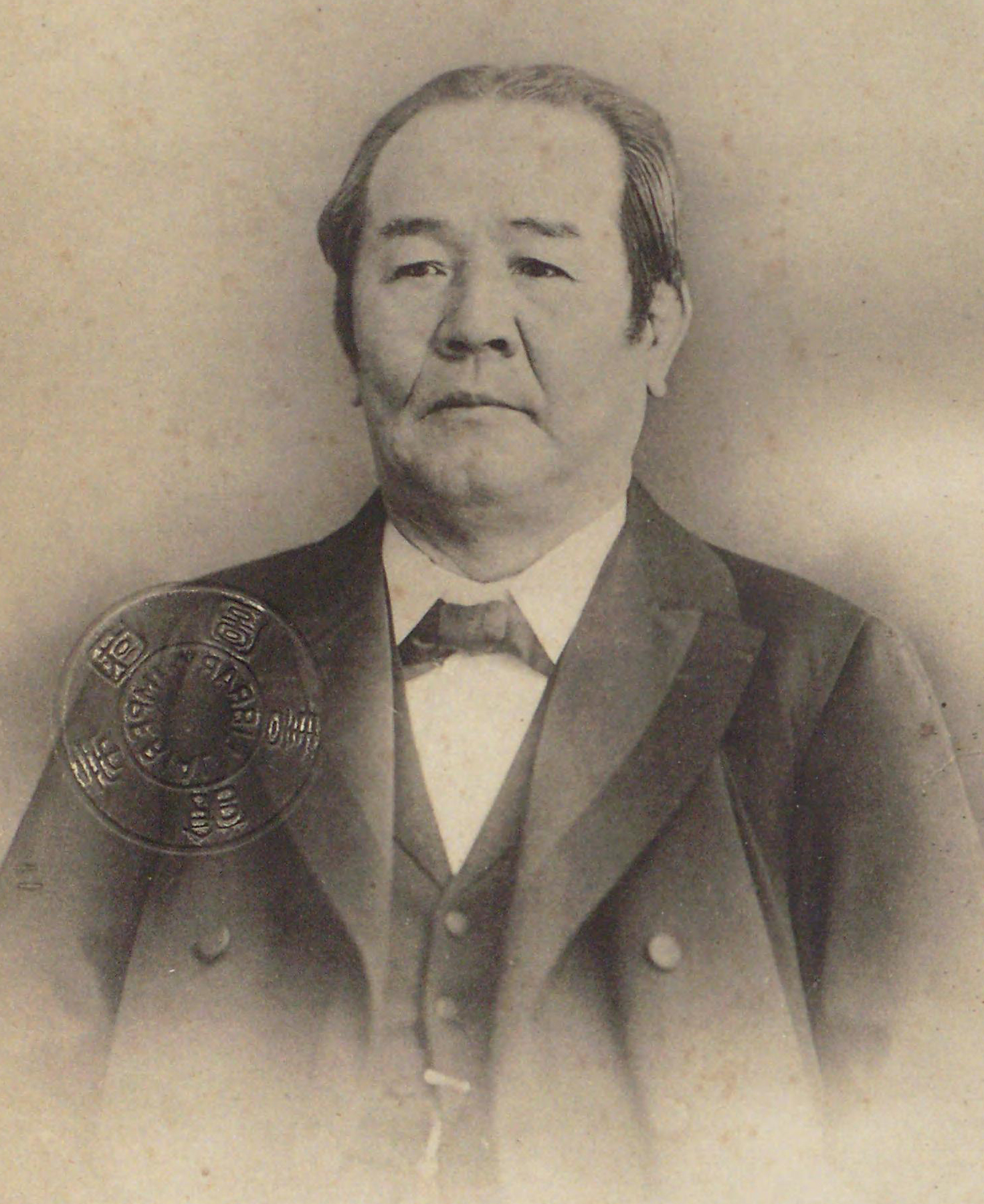
渋沢栄一。

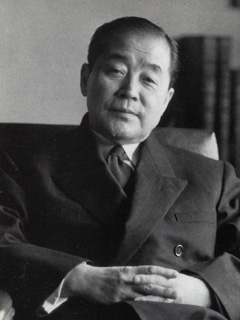
栄一の後継者・渋沢敬三。

渋沢栄一が王子製紙の工場を訪問した際、王子権現付近を散策したところ眺望が良かったことから西ヶ原の地を気に入り、1877年（明治10年）から土地の購入と借入を始め、1879年（明治12年）に別荘地と定めた。初期の建物造営には二代清水喜助も関わっていたと言われている。
1898年（明治31年）5月からは本邸とするための工事を開始し、1901年（明治34年）に庭園を含めた敷地面積約8,500坪の本邸が完成した。
その後、栄一の長寿の祝いのつど建物が設けられ、1909年（明治42年）5月に古稀祝いとして平壌から愛蓮堂が移築され、1917年（大正6年）に喜寿祝いとして晩香廬、1925年（大正14年）に傘寿祝いとして青淵文庫が贈られた。
1931年（昭和6年）に子爵・渋沢栄一は死去した。しかし、栄一の長男・篤二は病弱であった。そのため、篤二の長男で、栄一の嫡孫である敬三が2代目当主として家督と子爵位を継承した。その後、栄一から遺言を預かった渋沢子爵家当主・敬三によって邸宅内の土地と建造物は財団法人竜門社に寄贈され、1933年（昭和8年）からは一般公開された。
1945年（昭和20年）には内閣総理大臣官舎第二別館となったが、同年の空襲により日本館と西洋館からなる本館など主要な建物は焼失した。
時代が下ると敷地の分割が進んだが、晩香廬や青淵文庫の周辺は庭園の姿が維持され、1992年（平成4年）からは北区が管理しており旧渋沢庭園として一般公開されている。

## 文化財

### 晩香廬

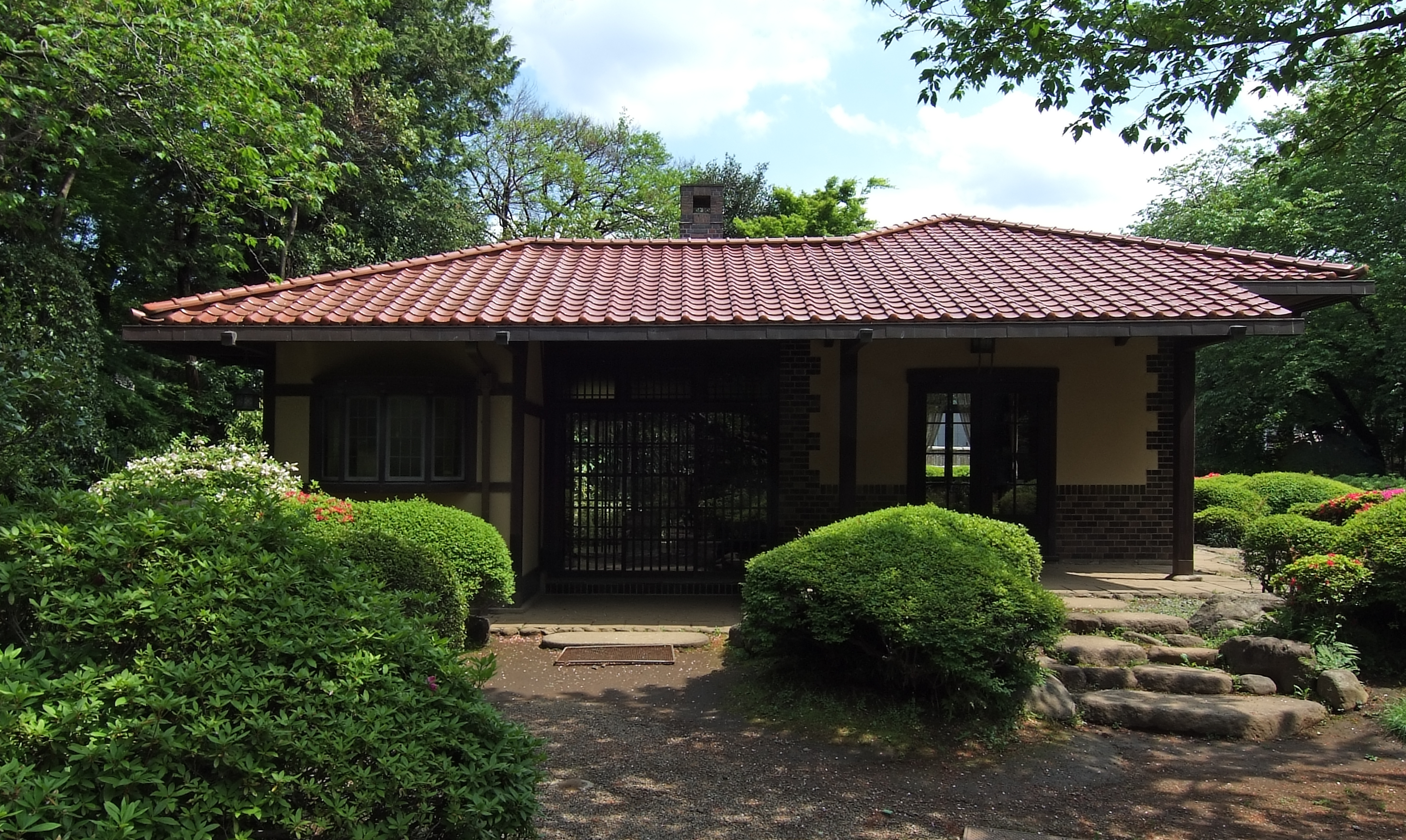
晩香廬

渋沢栄一の喜寿（77歳）を祝うため清水組（現・清水建設）から寄贈された小亭（洋風茶室）である。「晩香廬」は栄一自作の詩から名付けられた。建物はバンガロー風の木造平屋建て、桟瓦葺である。
- 設計監督 - 田辺淳吉（清水組技師長）[4]
- 建築面積 - 79.24m2[5]
- 国の重要文化財（2005年12月27日指定）[5]

### 青淵文庫

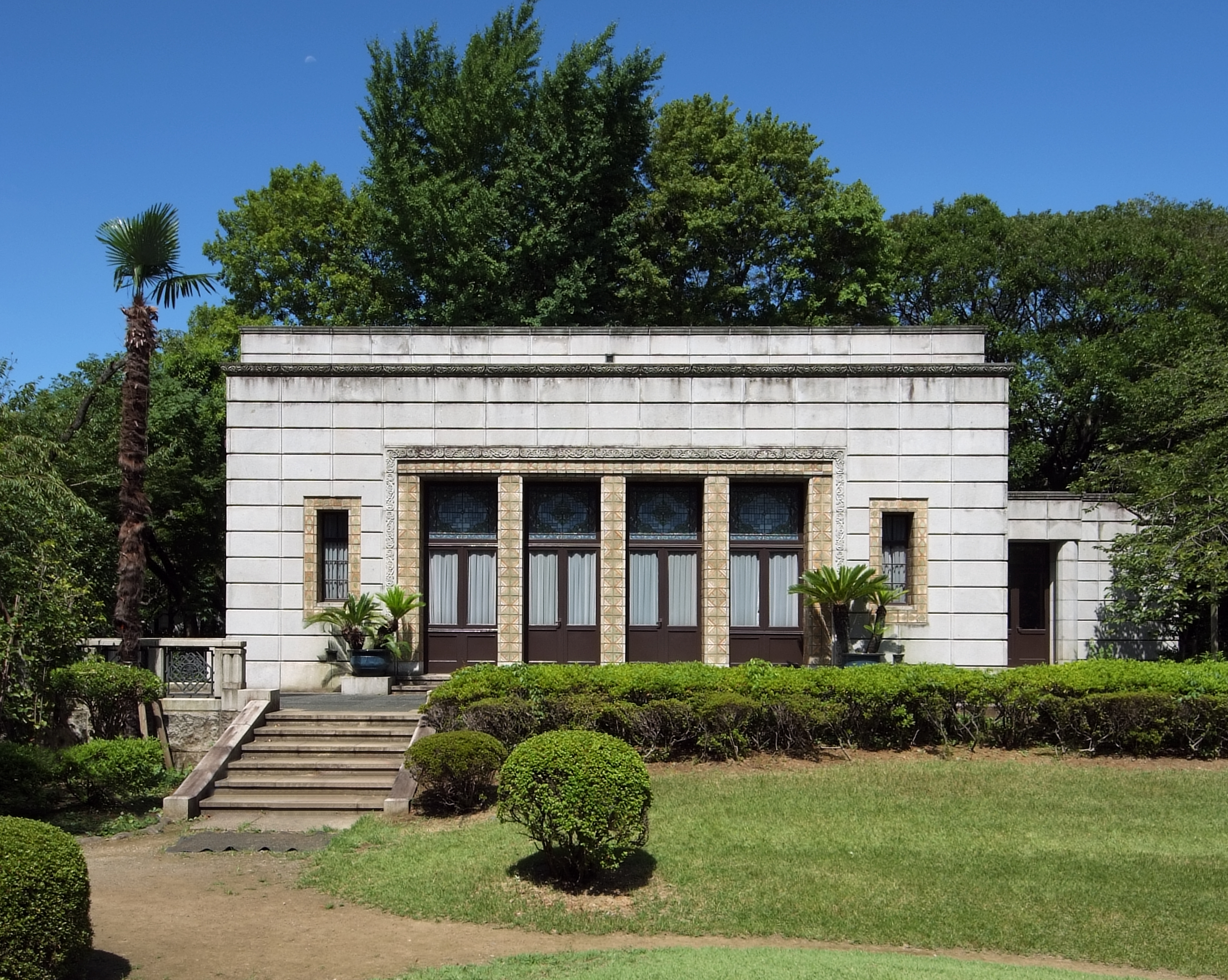
青淵文庫

渋沢栄一の傘寿（80歳）と子爵への昇格を祝うため竜門社（現・公益財団法人渋沢栄一記念財団）から寄贈された書庫である。「青淵文庫」は栄一の雅号から名付けられた。建物は煉瓦・鉄筋コンクリート造の2階建てである。
- 設計監督 - 中村田辺建築事務所[4]
- 建築面積 - 213.67m2[6]
- 国の重要文化財（2005年12月27日指定）[6]